# MTU Maintenance Hannover
Die MTU Maintenance Hannover ist ein Unternehmen in Langenhagen in Niedersachsen, das sich in unmittelbarer Nähe des Flughafens Hannover befindet. Es ist als GmbH eine 100-prozentige Tochter der MTU Aero Engines AG mit Sitz in München, deren Geschäftsfeld die Herstellung und Instandhaltung von Triebwerken für die zivile und militärische Luftfahrt ist.

## Geschichte
Mit der Gründung der MTU Maintenance Hannover als erster Instandhaltungsbetrieb stieg die MTU 1979 in die Instandhaltung ziviler Triebwerke ein. Es war ein neu gegründeter Standort mit einer neuen Belegschaft, zu Beginn etwa 150 Beschäftigte. Bereits 1981 kam es in München zu Gesprächen des MTU-Vorstands und der hannoverschen IG Metall. Dort wurde geregelt, dass das Unternehmen die Flächentarifverträge der niedersächsischen Metall- und Elektroindustrie anwendet und die Wahl eines Betriebsrates unterstützt. 1982 fand die erste Betriebsratswahl statt. 1986 arbeiteten 500 Beschäftigte am Standort.
Die MTU Maintenance Hannover in Langenhagen ist das Herzstück der MTU Maintenance-Gruppe und verantwortlich für die Instandhaltung mittlerer und großer ziviler Triebwerke. Dazu gehören die Antriebe CF6-80C2 und GE90 von General Electric, das PW1100G-JM von Pratt & Whitney, das V2500 von International Aero Engines und das Leap von CFM International.

## Situation im Jahr 2022
Im Jahr 2022 sind am Standort in Langenhagen circa 2300 Menschen beschäftigt. Damit ist MTU Maintenance der drittgrößte Metallbetrieb in der Region Hannover.